# Saverio Ritter
Saverio Ritter (Chiavenna, 24 gennaio 1884 – Pietrelcina, 21 aprile 1951) è stato un arcivescovo cattolico italiano.

## Biografia
Nacque a Chiavenna, in provincia di Sondrio, il 24 gennaio 1884. Venne ordinato sacerdote il 9 settembre 1906 e consacrato arcivescovo titolare di Egina dal cardinale Eugenio Pacelli (futuro Pio XII) l'11 agosto 1935. Nel 1946 venne inviato in Cecoslovacchia in qualità di internunzio per poi diventare officiale della Segreteria di Stato della Santa Sede nel 1950. Morì il 21 aprile 1951.
Conferì la consacrazione episcopale ai cardinali Josef Beran, Štěpán Trochta e al vescovo Joseph Hlouch.

## Genealogia episcopale e successione apostolica
La genealogia episcopale è:
- Cardinale Scipione Rebiba
- Cardinale Giulio Antonio Santorio
- Cardinale Girolamo Bernerio, O.P.
- Arcivescovo Galeazzo Sanvitale
- Cardinale Ludovico Ludovisi
- Cardinale Luigi Caetani
- Cardinale Ulderico Carpegna
- Cardinale Paluzzo Paluzzi Altieri degli Albertoni
- Papa Benedetto XIII
- Papa Benedetto XIV
- Papa Clemente XIII
- Cardinale Marcantonio Colonna
- Cardinale Giacinto Sigismondo Gerdil
- Cardinale Giulio Maria della Somaglia
- Cardinale Carlo Odescalchi, S.I.
- Cardinale Costantino Patrizi Naro
- Cardinale Lucido Maria Parocchi
- Papa Pio X
- Papa Benedetto XV
- Papa Pio XII
- Arcivescovo Saverio Ritter

La successione apostolica è:
- Cardinale Josef Beran (1946)
- Vescovo Joseph Hlouch (1947)
- Cardinale Štěpán Trochta, S.D.B. (1947)